# Голянка-Гурна
Голянка-Гурна (пол. Golanka Górna) — село в Польщі, у гміні Куниці  Легницького повіту Нижньосілезького воєводства.
Населення — 205 осіб (2011).
У 1975-1998 роках село належало до Легницького воєводства.

## Демографія
Демографічна структура станом на 31 березня 2011 року:
|          | Загалом | Допрацездатний вік | Працездатний вік | Постпрацездатний вік |
| -------- | ------- | ------------------ | ---------------- | -------------------- |
| Чоловіки | 101     | 27                 | 69               | 5                    |
| Жінки    | 104     | 19                 | 68               | 17                   |
| Разом    | 205     | 46                 | 137              | 22                   |